# Joseph McMinn

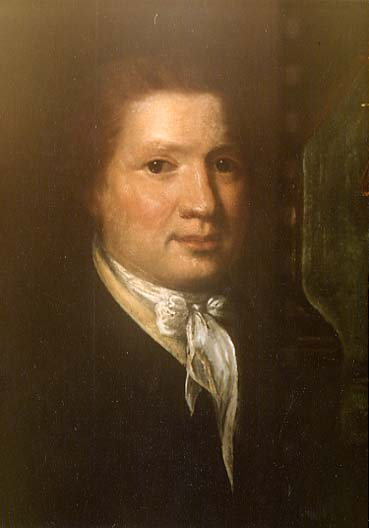
Joseph McKinn

Joseph McMinn (* 22. Juni 1758 in West Chester, Province of Pennsylvania; † 17. November 1824 in Calhoun, Tennessee) war ein US-amerikanischer Politiker und fünfter Gouverneur von Tennessee.

## Lebenslauf
McMinn kämpfte während des Amerikanischen Unabhängigkeitskrieges in der Kontinental-Armee der Amerikaner. Nach dem Krieg ließ er sich als Farmer im Hawkins County des späteren Staates Tennessee nieder. 1790 bekam er von Gouverneur William Blount seine erste öffentliche Anstellung in einer Bezirksverwaltung. 1794 wurde er Abgeordneter im Parlament des damaligen Südwest-Territoriums. 1796 war er Mitglied des verfassungsgebenden Konvents von Tennessee. Anschließend wurde er in den Senat des neuen Staates gewählt. Später war er für drei Legislaturperioden Vorsitzender (Speaker) dieses Gremiums. 1815 wurde er als Nachfolger von Willie Blount zum fünften Gouverneur von Tennessee gewählt. Insgesamt absolvierte er bis 1821 drei jeweils zweijährige Amtszeiten. Während dieser Zeit wurde die Hauptstadt Tennessees von Knoxville nach Murfreesboro verlegt (1819). Allerdings musste die Stadt diese Funktion bereits 1826 an Nashville abtreten. Durch den sogenannten Jackson Purchase wurde Tennessee um 14 Countys nach Westen erweitert. Außerdem wurde die Bank von Tennessee während der Amtszeit von McMinn gegründet. Nach Ablauf seiner dritten und letzten Amtszeit im Jahr 1821 kaufte er eine Farm in der Nähe des Ortes Calhoun. 1823 wurde er zum Indianeragenten bei den Cherokee ernannt. Er starb am 17. November 1824 in seiner Indianeragentur.
McMinn war dreimal verheiratet. 1785 heiratete er Hannah Cooper, die 1811 verstarb. 1812 wurde Rebecca Kincade seine zweite Frau, die aber bereits 1815 starb. Seine dritte Frau war Nancy Williams, die er 1818 geheiratet hatte und von der er später geschieden wurde.